# زی استودیوز
زی استودیوز (انگلیسی: Zee Studios) یک شرکت سرگرمی هندی است که به‌طور خاص در بسط و تولید فیلم، رسانه جاری و تلویزیون و همچنین بازاریابی و توزیع فیلم فعالیت می‌کند. این شرکت در بمبئی، هند قرار دارد.
این کمپانی در سال ۲۰۱۲ در جهت اسباب تولید محتوی (content engine) برای شرکت سرگرمی زی ایجاد شد.